# Cerverina

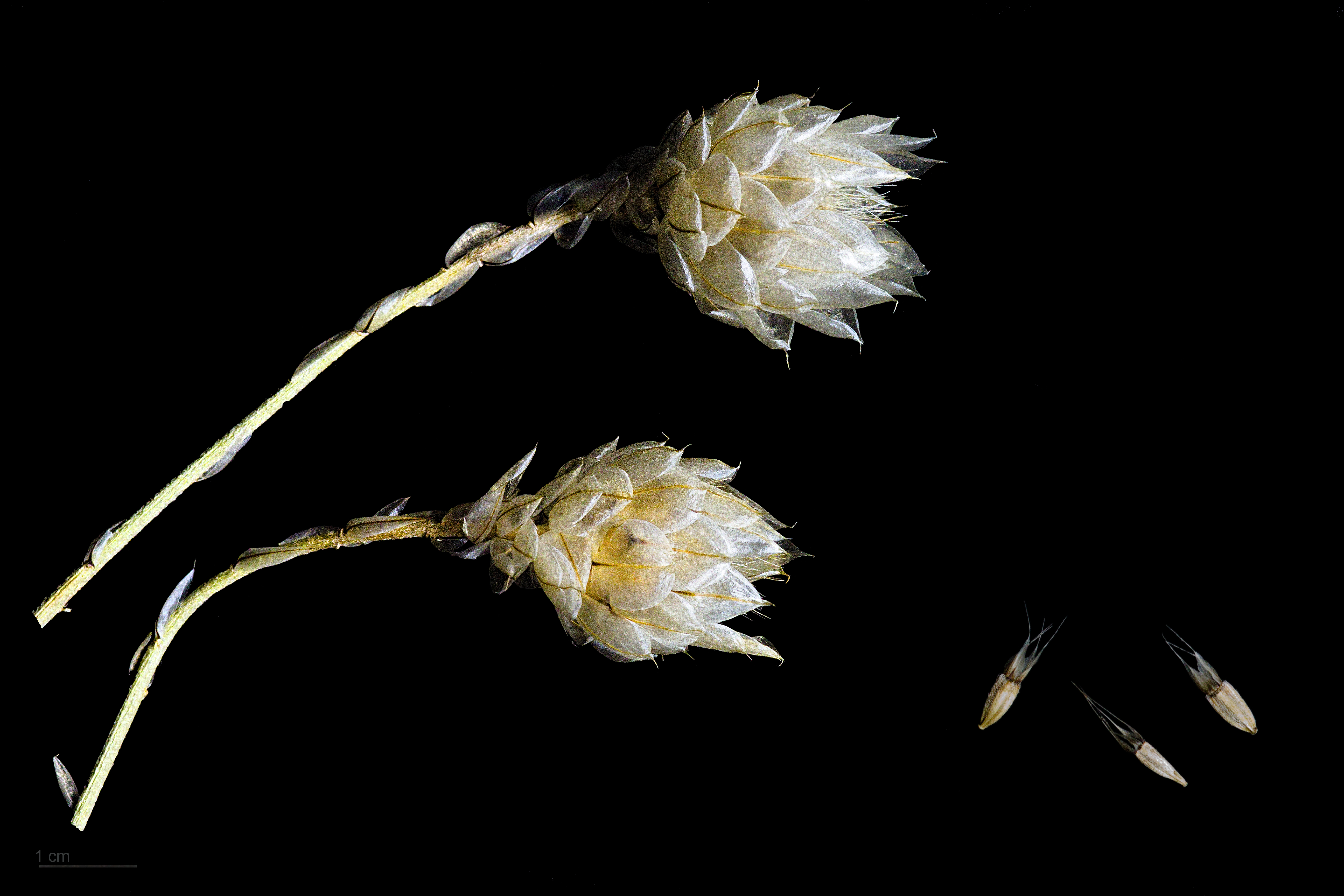
Catananche caerulea

La cerverina o cervellina (Catananche caerulea) és una planta silvestre dins la família asteràcia que també s'utilitza en jardineria. La seva distribució és de la Regió Mediterrània i Europa occidental (Península Ibèrica, sud de França, nord-oest d'Itàlia i nord d'Àfrica). Als Països Catalans es troba a Catalunya i al País Valencià però no és autòctona de les Balears.

## Descripció
Planta perenne herbàcia erecta de fins a 90 cm d'alçada, pilosa, ramificada tiges quasi sense fulles. Els capítols florals són terminals amb les bràctees involucrals multiseriades, ovades, agudes, argentades translúcides ;flors blau cel que s'obren i es tanquen segons l'hora del dia. Aquenis estriats.

## Hàbitat

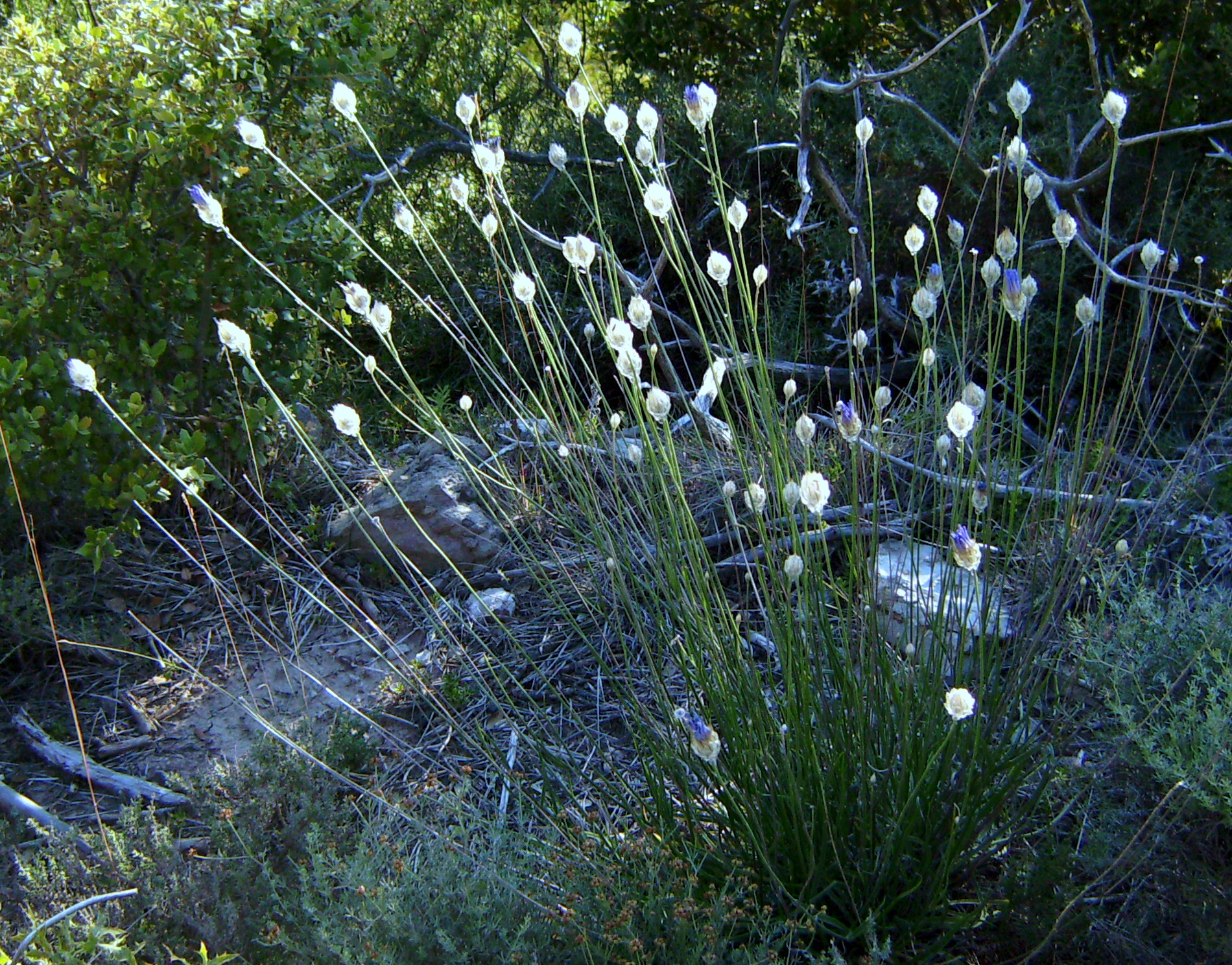
Planta de cerverina silvestre a Castelltallat amb les flors tancades

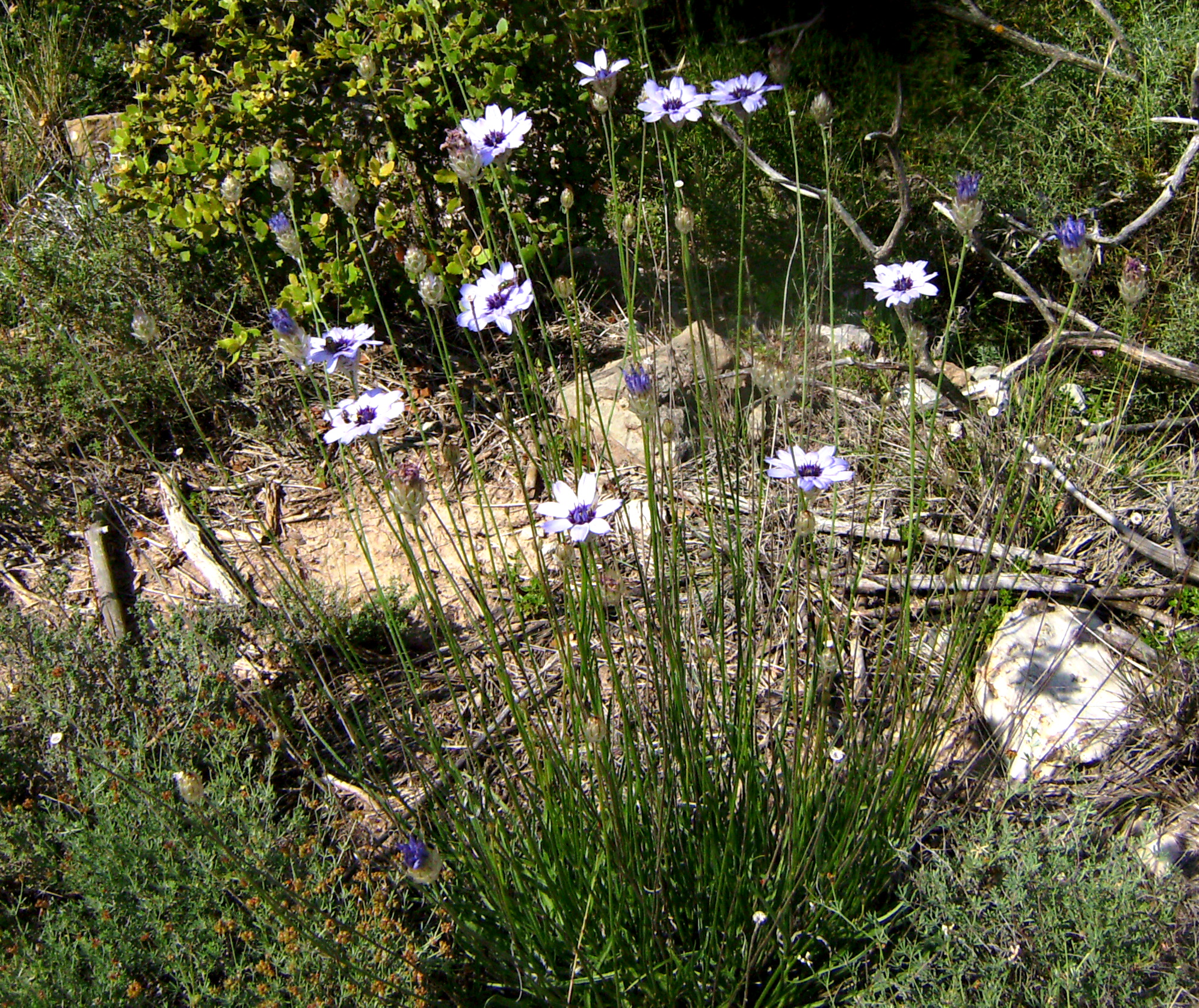
La mateixa planta amb les flor obertes

Pastures seques calcàries des del nivell del mar a 1.500 metres d'altitud.